# McLaren MP4-18
McLaren MP4-18 — болид Формулы-1, разработанный Эдрианом Ньюи и построенный для участия в чемпионате 2003 года. Из-за низкой надежности в гонках Гран-при участия не принимал.

## История
Модель McLaren MP4-18, которую команда McLaren начала разрабатывать в сезоне 2002 года, должна была стать революционной, способной бороться на равных с машинами Ferrari. Сезон 2003 года команда начала на шасси MP4-17D (модифицированной версии прошлого года). Однако во время тестирования MP4-18 были выявлены проблемы. У машины были проблемы с охлаждением двигателя и она не смогла дважды пройти краш-тест ФИА. Поэтому тестирование MP4-18 было прекращено, а команда в срочном порядке переключилась на разработку новой модели - MP4-19. 